# Паркинсон, Норман
Норман Паркинсон (англ. Norman Parkinson; 1913—1990) — известный английский портретист и модный фотограф.

## Карьера
Норман Паркинсон всегда утверждал, что он был ремесленником, а не художником. С первых дней работы до самой смерти он оставался одним из ведущих британских портретистов и фотографов моды. Паркинсон, наряду с Мартином Мункачи из Harper's Bazaar, произвёл революцию в мире модной фотографии в середине 1930-х годов, перенеся моделей из жёстких студийных рамок в многим более динамичную среду уличную.
Его карьера в качестве официального королевского фотографа начались в 1969 году, когда он сделал фотографии в честь 19-летия принцессы Анны и фотографию, на которой принц Чарльз был произведён в принцы Уэльские.
Помимо работы в журнале, его также пригласили создать издание календаря Pirelli за 1985 год, работая с ведущими моделями, такими как Иман.
Также Паркинсон основал ныне несуществующую колбасную компанию Porkinson Bangers. Когда-то он проживал на Тобаго и там отведал вкуснейшие сосиски. По той же рецептуре стал производить их уже в Англии.

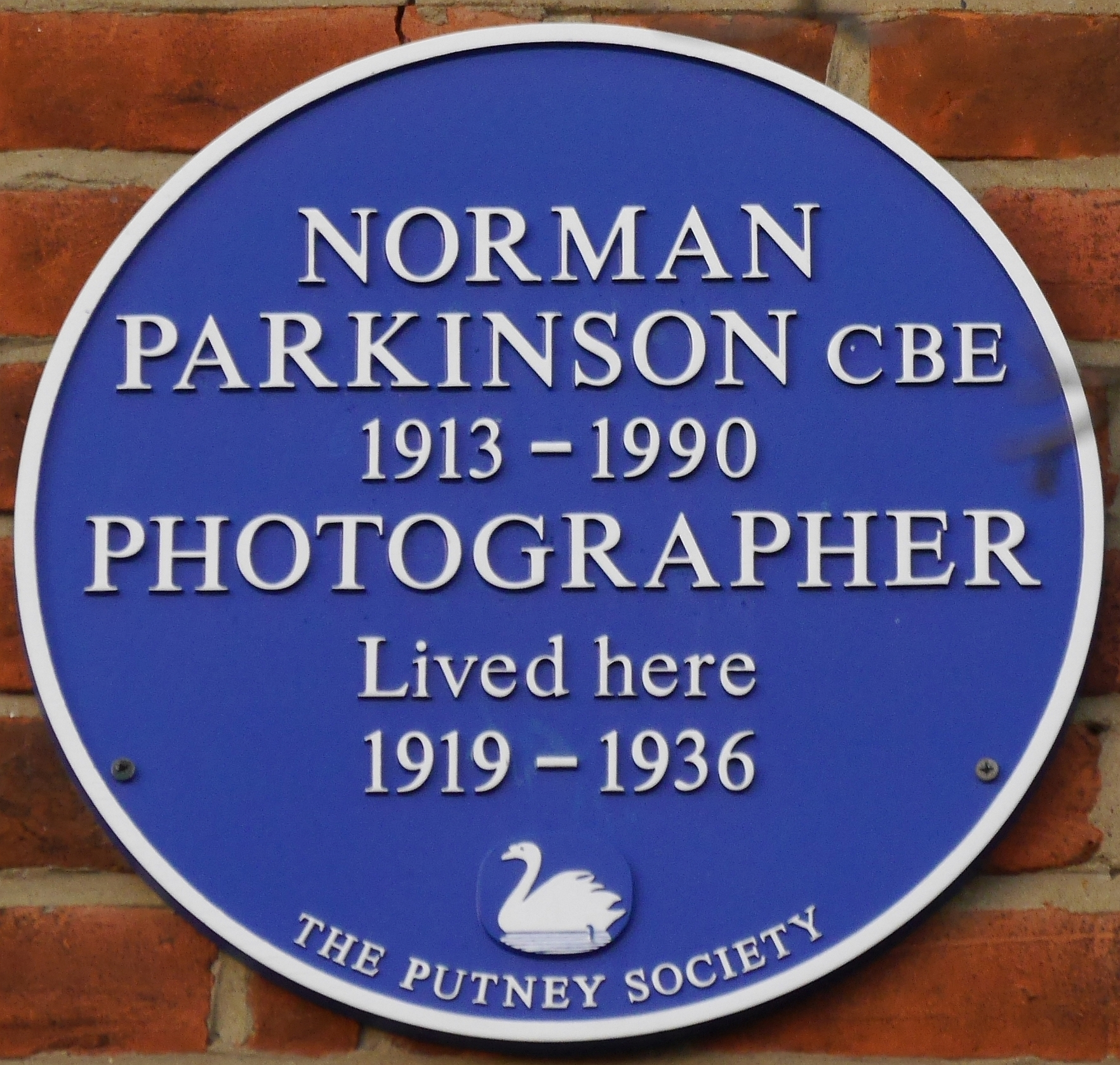
Мемориальная табличка на доме, где проживал Паркинсон